# The Assassination of Julius Caesar
The Assassination of Julius Caesar är det tolfte studioalbumet av det norska black metal-bandet Ulver. (Dessutom har bandet spelat in tre soundtrack-album). Albumet utgavs 2017 av skivbolaget House of Mythology.

## Låtförteckning
1. "Nemoralia" – 4:10
2. "Rolling Stone" – 9:27
3. "So Falls the World" – 5:57
4. "Southern Gothic" – 3:40
5. "Angelus Novus" – 4:08
6. "Transverberation" – 4:31
7. "1969" – 4:00
8. "Coming Home" – 7:51

- Text och musik: Ulver

## Medverkande
Musiker (Ulver-medlemmar)
- Kristoffer Rygg – sång
- Tore Ylwizaker (Tore Ylvisaker) – keyboard, programmering
- Jørn H. Sværen – div. instrument
- Daniel O'Sullivan – gitarr, basgitarr, keyboard
- Ole Aleksander Halstensgård – div. instrument

Bidragande musiker
- Nik Turner – saxofon (spår 2)
- Stian Westerhus – gitarr (spår 1 och 2)
- Anders Møller – percussion
- Haavard (Håvard Jørgensen) – gitarr (spår 7)
- Ivar Thormodsæter – trummor
- Sisi Sumbundu – sång (spår 2 och 7)
- Drekka Dag (Dag Stiberg) – saxofon (spår 8)

Produktion
- Ulver – producent, ljudtekniker
- Michael Rendall – ljudmix
- Martin Glover – ljudmix
- Michael Lawrence – mastering
- Trine + Kim Design Studio – omslagsdesign